# Mirambel
Mirambel – gmina w Hiszpanii, w prowincji Teruel, w Aragonii, o powierzchni 45,47 km². W 2011 roku gmina liczyła 129 mieszkańców.